# Steinkreise von Senegambia
Steinkreise von Senegambia ist eine von der UNESCO gelistete Stätte des Weltkulturerbes in Afrika. Die transnationale Welterbestätte umfasst vier Gruppen Senegambischer Steinkreise in den Staaten Gambia und Senegal.

## Hintergrund
Im Süden der historischen Region Senegambia liegen im Ostteil Gambias und den nördlich daran angrenzenden Bereichen Senegals in einem Band von 100 Kilometer Breite und 350 Kilometer Länge entlang des Flusses Gambia mehr als 1000 Steinkreise aus der Zeit zwischen dem 3. Jahrhundert vor Christus und dem 16. Jahrhundert nach Christus. Sie unterscheiden sich von den meisten anderen megalithischen Steinkreisen weltweit, die in der Regel aus unbehauenen Steinen bestehen, durch die Verwendung von behauenen Steinsäulen aus Laterit.

## Einschreibung
Eine Auswahl dieser Steinkreise wurde 2006 aufgrund eines Beschlusses der 30. Sitzung des Welterbekomitees in die Liste des UNESCO-Welterbes eingetragen. Die Einschreibung erfolgte aufgrund der Kriterien (i) und (iii).

„Kriterium (i): Einzelne fein behauene Steine zeugen von einer exakten und versierten Technik und tragen zu der geordneten und imposanten Größe der Steinkreisgruppen bei.“

„Kriterium (iii): Die zur Einschreibung vorgeschlagenen Steinkreise repräsentieren die Gesamtheit des megalithischen Gebietes, in dem das Vorhandensein einer so großen Anzahl von Kreisen eine einzigartige Erscheinungsform von Bau- und Bestattungspraktiken darstellt, die mehr als ein Jahrtausend lang in einem großen geographischen Gebiet überdauerten und eine hochentwickelte und produktive Gesellschaft widerspiegeln.“

## Umfang
Die Welterbestätte umfasst vier Areale von Steinkreisen, davon zwei in Gambia und zwei im Senegal. In diesen vier Arealen liegen insgesamt 93 Steinkreise und zahlreiche Grabhügel. Die Kernbereiche dieser vier Areale haben zusammen eine Fläche von 9,85 ha. Sie sind jeweils von Pufferzonen umgeben, die zusammen eine Fläche von 110,05 haben. Die Pufferzonen erstrecken sich jeweils allseitig mit einer Breite von 200 Metern um die Kernbereiche herum. In diesen Pufferzonen ist Landwirtschaft erlaubt, aber Bauen verboten.
| Ref.-Nr.        | Bezeichnung                  | Lage                                              | Steinkreise | Kernzone | Pufferzone | Bild           |
| --------------- | ---------------------------- | ------------------------------------------------- | ----------- | -------- | ---------- | -------------- |
| 1226-001        | Steinkreise von Kerr Batch   | Kerr Batch Central River Region Gambia (Standort) | 9           | 0,79 ha  | 20,19 ha   | weitere Bilder |
| 1226-002        | Steinkreise von Wassu        | Wassu Central River Region Gambia (Standort)      | 11          | 1,63 ha  | 25,29 ha   | weitere Bilder |
| 1226-003        | Steinkreise von Sine Ngayène | Sine Ngayène Region Kaolack Senegal (Standort)    | 52          | 5,26 ha  | 35,22 ha   | weitere Bilder |
| 1226-004        | Steinkreise von Wanar        | Wanar Region Kaffrine Senegal (Standort)          | 21          | 2,17 ha  | 29,35 ha   |                |
| 1226 insgesamt: | 1226 insgesamt:              | 1226 insgesamt:                                   | 93          | 9,85 ha  | 110,05 ha  |                |

## Vorgeschlagene Erweiterung
2015 wurde die Abbaustätte der Steinkreise von Wassu von Gambia als Vorschlag für eine Erweiterung der Welterbestätte auf seine Tentativliste gesetzt.